# Cochabamba (gemeente)
Cochabamba is een gemeente (municipio) in de Boliviaanse provincie Cercado in het departement Cochabamba. De gemeente telt naar schatting 702.373 inwoners (2018). De hoofdplaats is Cochabamba.